# إدوارد تايلور
إدوارد تايلور (10 يوليو 1845 - 27 يناير 1902) (بالإنجليزية: Edward Taylor)‏ هو لاعب كريكت بريطاني.